# Se canta
Se canta (pronunciado generalmente se canto) es una canción tradicional en idioma occitano muy conocida en las áreas de influencia de dicho idioma. Existen distintas versiones tanto para la letra como para la grafía (se la conoce también como Se chanta, Se canto o Aqueras montanhas) pero la música es siempre la misma y la letra parecida.
Es popular también en el Alto Aragón con el nombre de Aqueras montanyas o Aqueras montañas, cantada en aragonés, y con una letra similar. Fue recopilada por el grupo aragonés Biella Nuei y cantada posteriormente, entre otros, por el cantautor José Antonio Labordeta.
La versión de la letra más extendida es un poema de amor atribuido al conde de Foix Gastón Febo (1331 - 1391) y su uso se ha ido popularizando en eventos políticos, culturales y deportivos hasta convertirse en el himno no oficial de Occitania.

## Uso oficial
Así por ejemplo durante los Juegos Olímpicos de Invierno de 2006 en Turín la variante vivaroalpina de esta canción fue entonada junto al otro himno oficioso occitano (La Canción de la Copa o Copa Santa) como reconocimiento a que varias de las pruebas se disputaban en los valles occitanos.
Su uso protocolario ha empezado a implantarse en dichos valles italianos en aplicación de la Ley 482-99 relativa a las minorías lingüísticas. Varios de los ayuntamientos afectados organizaron una ceremonia de izado de la bandera occitana en los edificios oficiales en el trascurso de la cual se cantó el Se canta y la Copa Santa.
Su uso sí es oficial en el Valle de Arán (España) donde la Ley 16/1990 del 13 de julio (artículo 4) establece que la versión aranesa del «Se Canta» (llamada Montanhes araneses) es el himno oficial de dicho territorio.

## Letra
| Versión aranesa (oficial) | Versión occitana normalizada | Traducción al español | Versión aragonesa |
| --- | --- | --- | --- |
| 1. Dessús dera mia hièstra i a un auderonh tota era net cante cante sa cançon Refrán: Se cantes perqué cantes cantes pas per jo cantes per ma hilha que non ei près de jo. 2. Aqueres montanhes que tan nautes son m'empèishen de véder mèns amors a on son Refrán 3. Montanhes coronades tot er an de nhèu; tan nautes e bères que vos pune eth cèu. Refrán 4. Nautes se son nautes ja s´abaisharan es mies amoretes que s´aproparan Refrán | 1. Dejós ma fenèstra I a un aucelon Tota la nuèch canta canta sa cançon. Refrán: Se canta que cante Canta pas per ieu Canta per ma mia Qu'es al luènh de ieu. 2. Aquelas montanhas Que tan nautas son M'empachan de veire Mas amors ont son. Refrán 3. Baissatz-vos montanhas Planas, levatz-vos Per que pòsque veire Mas amors ont son. Refrán 4. Aquelas montanhas Lèu s'abaissaràn E mas amoretas Se raprocharàn. Refrán | 1. Bajo mi ventana Hay un pajarito Toda la noche canta, Canta su canción Refrán: Si canta, que cante, no canta para mí, canta para mi amada que está lejos de mí. 2. Estas montañas que son tan altas, me impiden ver dónde están mis amores. Refrán 3. Bajaos montañas, alzaos llanuras, para que pueda ver dónde están mis amores. Refrán 4. Estas montañas pronto se bajarán. Y mis amores Se acercarán. Refrán | 1. Aqueras montañas tan alteras son no me dixan bier os míos aimors 2. Aqueras montañas cuán se´n baixaran y os míos aimors aparixerán 3. Dezaga d’ixas boiras os n´iré á escar y crebando as mugas con yo entornarán 4. Si canto, yo que canto, no canto ta yo canto ta mía amiga que ye en ixos mons |